# اچ‌ام‌ای‌اس کوینبروگ (جی۷۰)
اچ‌ام‌ای‌اس کوینبروگ (جی۷۰) (به انگلیسی: HMAS Queenborough (G70)) یک کشتی بود. این کشتی در سال ۱۹۴۲ ساخته شد.